# Juice Cubes
Juice Cubes (în română Cuburi de suc) este un joc video dezvoltat de Pocket PlayLab și publicat de Rovio Stars, este al doilea titlu pentru iOS și Android. Jocul este disponibil și pe aplicația Facebook, deci poate fi jucat pe un calculator Windows sau Mac. 

## Gameplay
Jucătorul trebuie să conecteze cel puțin 3 fructe de aceeași culoare. Dacă conectează 4 sau mai multe cuburi va apărea un fruct bombă care va distruge fructe pe rând sau coloană, dar atunci când se formează în diagonală va apărea un fruct bombă care va distruge fructe în zonă 3x3. Atunci când se conectează 8 sau mai multe fructe, acestea creează un fruct care distruge toate fructele de aceeași culoare cu a lui.